# Weszkówka
Weszkówka – polana w Paśmie Lubomira i Łysiny. Według regionalizacji Polski opracowanej przez Jerzego Kondrackiego pasmo to należy do Beskidu Wyspowego. Weszkówka znajduje się w bocznym grzbiecie, który od głównego grzbietu Pasma Lubomira i Łysiny poprzez Patryję i Kiczorę opada w południowym kierunku do doliny Raby. W grzbiecie tym znajduje się pod przełęczą Weska, na jej wschodnich stokach opadających do doliny potoku Niedźwiadek, na wysokości około m n.p.m.
Polana należy do wsi Węglówka w województwie małopolskim, w powiecie myślenickim, w gminie Wiśniowa. Nazwa polany pochodzi od należącego do tej wsi osiedla Weszkówka. Z polany widok na dolinę Niedźwiadka, wznoszące się nad nią szczyty Lubomira i Szczałby oraz dalsze szczyty Beskidu Wyspowego. W dole widoczna Węglówka. Na środku polany znajduje się kapliczka, przy skraju lasu zabudowania pojedynczego gospodarstwa. Polana nie jest już użytkowana. Jej obrzeżem prowadzi szlak turystyczny.

## Szlak turystyczny
Lubień – Patryja – Weszkówka – Łysina.

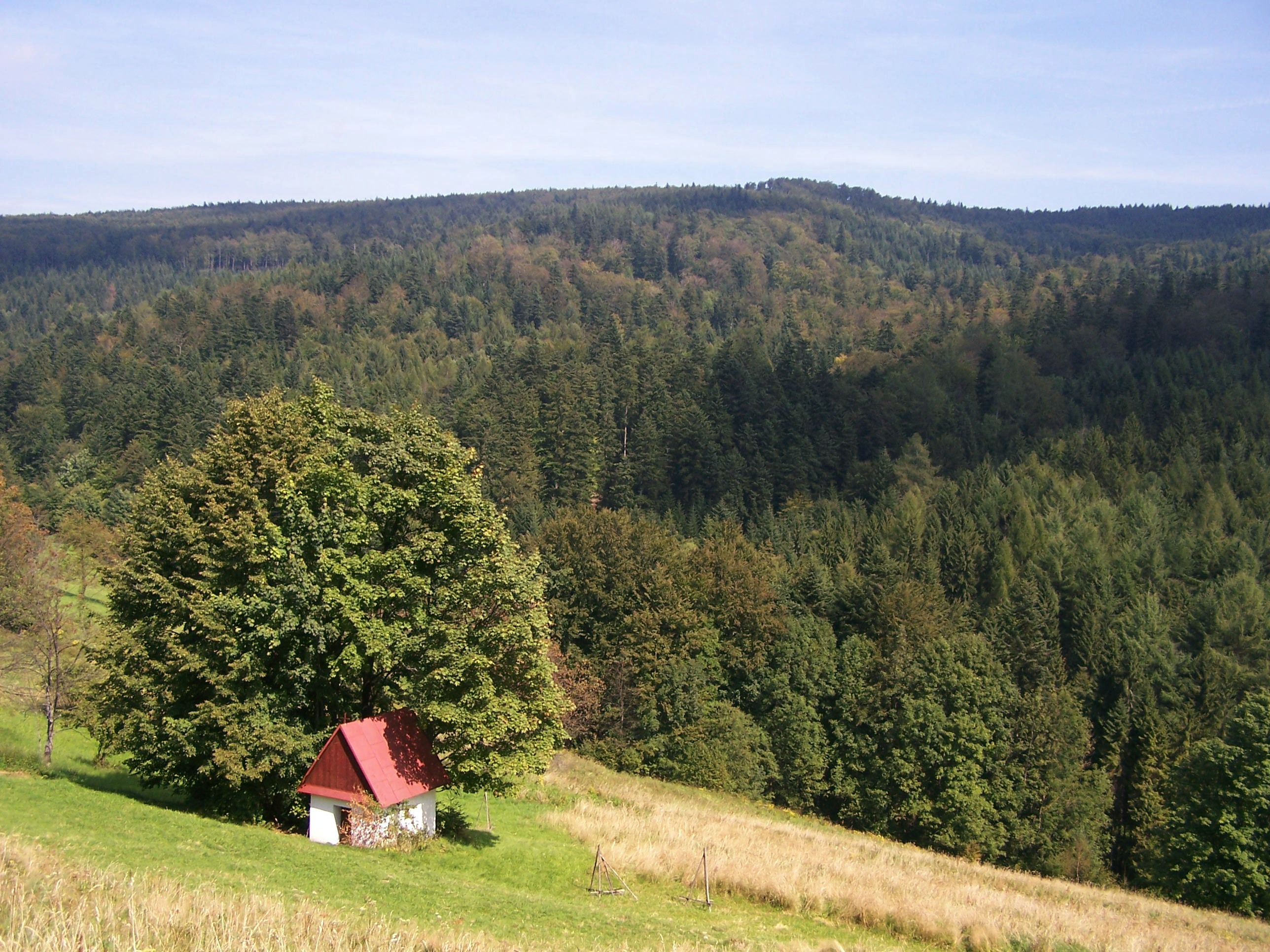
Weszkówka i Lubomir